# Section européenne ou de langue orientale
Une section européenne ou de langue orientale (SELO) est un parcours éducatif au sein des collèges et lycées français permettant aux élèves d’approfondir leur connaissance de la langue et de la culture d’un pays européen ou de langue orientale. Créées en 1992, les sections européennes ou de langues orientales ont pour objectif de répondre au besoin d'ouverture des collèges et lycées français sur l'Europe et le monde.
Onze langues sont proposées : l’allemand, l’anglais, l’espagnol, l’italien, le néerlandais, le portugais et le russe pour les sections européennes, et l’arabe, le chinois, le japonais et le vietnamien pour les sections de langues orientales.
Elles connaissent un succès croissant : près de 230 000 élèves sont scolarisés dans plus de 4 500 sections (soit une croissance de 15 % en deux ans).

## Les études
La section européenne constitue un cursus de la seconde à la terminale.
L'enseignement en section européenne, langue vivante et discipline non linguistique (DNL), privilégie une approche communicative. L'objectif, pour les élèves, n'est pas le bilinguisme mais la construction progressive (sur un cursus de trois ans) de compétences de communication, qui sous-tendent une aisance linguistique et culturelle (toute langue est le véhicule d'une -voire de plusieurs- culture) permettant la rencontre avec l'autre.
Le projet des sections européennes comprend d'ailleurs la mise en place de contacts directs entre les élèves français et leurs camarades d'autres pays européens. Au-delà des échanges permis par les nouvelles technologies de la communication, les professeurs impliqués dans la section (linguiste ou enseignant de la DNL) peuvent organiser un échange ou un voyage pédagogique à l'étranger. Au lycée, compte tenu des échéances liées au baccalauréat, de tels échanges concernent surtout les classes de seconde.
Ce type de fonctionnement  permet de tisser des liens privilégiés avec les élèves et d'assurer un taux de réussite remarquable (près de 100 % dans certains lycées) au Baccalauréat. Pour devenir enseignant en sections européennes, les enseignants de disciplines non linguistiques doivent passer une certification complémentaire, examen organisé à l'échelle académique.

## Accéder à la section européenne
L'intégration d'un élève en section européenne peut s'effectuer en collège (classe de 6e ou de 4e selon les établissements), ou en lycée (classe de seconde, classe de première en cas de places disponibles). Au collège, l'accès à ce type de section est très dur et seulement un tiers des élèves sont sélectionnés (ex:20/70 élèves sont pris). Au lycée, il est rare que tous les élèves qui le souhaitent soient acceptés. La sélection s'effectue généralement sur dossier (comprenant les notes de troisième et les appréciations du professeur de la langue concernée). Il existe cependant d'autres méthodes : pour les sections anglais (les plus nombreuses), par exemple, un devoir commun peut être organisé l'année précédente pour déterminer la motivation et le sérieux des candidats. Un élève peut enfin exceptionnellement rejoindre une section européenne au cours de sa scolarité, au début d'autres années que la quatrième ou la seconde, ceci étant laissé à l'appréciation des responsables de son établissement.
Dans certains collèges, il existe un examen de passage pour la 4e européenne constitué d'une part d'un examen approfondi du dossier scolaire et d'autre part d'un "concours d'entrée" écrit et oral.

## Baccalauréat
L’épreuve du baccalauréat est la même en ce qui concerne la partie écrite (linguistique), mais il s’y ajoute une épreuve orale de DNL qui porte sur des thèmes spécifiques, en relation étroite avec le programme de première et de terminale. En histoire, par exemple, il s’agit de commenter un ensemble de documents (les thèmes abordés peuvent être : La société américaine face à la guerre du Viêt Nam, Le Royaume-Uni et la construction européenne...). En SVT, l'élève doit présenter un texte scientifique. En Mathématiques, l’élève doit, sur la base d’exercices, expliquer son raisonnement et sa démarche résolutive. L’épreuve dure 40 minutes (20 min de préparation et 20 min de prestation en langue étrangère) et est évaluée par un professeur de langue et un professeur de DNL.
Pour obtenir la « mention européenne », il faut avoir au minimum 12/20 à l’épreuve de langue écrite et 10/20 à l’épreuve orale spécifique (l’oral représente 80 % de la note finale et les 20 % restants sont attribués par le professeur de DNL dans le cadre du contrôle continu),.

## Filières similaires en France
La section binationale est une filière qui peut être suivie au lycée, elle s'adresse aux élèves de séries générale et technologique. Cette section laisse une place plus importante à la langue étudiée par rapport à la section européenne. Les cours d'histoire classiques sont dispensés en langue étrangère et un nombre plus important d'heures est alloué à l'étude de la langue. La section binationale cherche l'atteinte du bilinguisme et l'obtention à terme d'un double diplôme : d'un côté le baccalauréat français et de l'autre un diplôme étranger équivalent (ex : abibac pour la combinaison avec l'Abitur allemand ou le bachibac pour le bachillerato espagnol).
La section internationale est une filière qui peut être suivie au lycée par des élèves suivant l'enseignement général. De même que pour la section binationale, la langue de section possède une place plus importante qu'en section européenne. Généralement reconnue à l'étranger par un grand nombre de cursus de l'enseignement supérieur dispensés dans la langue de section, elle facilite aux élèves l'entrée à de prestigieux programmes de renommée nationale, européenne ou internationale. Elle vise à l'obtention en fin de cursus du diplôme de l'Option Internationale du Baccalauréat (OIB) (jusqu'en 2023) ou du Baccalauréat Français International (BFI) dès 2024. 
L'option internationale du brevet (OIB ou DNBI) permet aux collégiens de suivre un enseignement bilingue. Aux épreuves de droit commun du DNB s'ajoutent deux épreuves spécifiques orales en langue et littérature ainsi qu'en DNL (histoire-géographie ou mathématiques). Cette option facilite également l'entrée aux sections internationales de lycée (OIB).

## Débouchés
Les débouchés de la section européenne sont multiples :
- Elle facilite l'accès aux universités étrangères, par exemple en proposant de passer une certification en langue de niveau B1 (reconnue au niveau européen). Le passage de la certification est souvent proposé en classe de troisième ou de seconde et le niveau atteint en Terminale est généralement proche d'un niveau B2.
- C'est un atout de premier choix en vue des classes préparatoires aux grandes écoles ou encore des Instituts de Sciences politiques : les bacheliers ayant obtenu une mention européenne à leur diplôme sont ceux qui réussissent le mieux en classes préparatoires.
- S'être sérieusement investi pendant quelques années dans le cursus d'une section européenne, avec en moyenne quatre heures de langue/civilisation supplémentaires par rapport aux horaires officiels, se traduira souvent par un (très) bon niveau en langue vivante assorti d'un bon bagage culturel (niveau généralement supérieur ou égal au niveau B2 en fin de Terminale)